# Rak jajčnikov
Rak jajčnikov je rak, ki vznikne iz katerekoli vrste celic jajčnika, najpogostejši pa je epitelijski rak jajčnikov. V zgodnji fazi običajno ne povzroča težav oziroma so le-te nespecifične. Med dejavnike tveganja sodijo starost (tveganje je višje po 50. letu starosti), jemanje peroralnih kontraceptivov, število porodov (ženske, ki niso rodile, so bolj ogrožene, z vsakim nadaljnjim porodom je tveganje manjše) in genske predispozicije. Zdravljenje temelji na kirurški odstranitvi čim večjega dela tumorske mase, na zdravljenju s citostatiki in drugimi zdravili, ki lahko pomagajo pri ozdravitvi; nekatere bolnice so obsevane.

## Vrste
Rak jajčnikov lahko vznikne iz vseh treh vrst celic, ki sestavljajo jajčnik: iz epitelijskih,
kličnih celic in celic strome. Najpogostejši so epitelijski tumorji, ki predstavljajo več kot 90 % vseh primerov. Redkejša je skupina neepitelnih tumorjev, kamor prištevamo poleg stromalnih in kličnih (germinativnih) tumorjev tudi mešane maligne Muelerjeve tumorje jajčnikov. Določitev histološke vrste raka je pomembna, saj vpliva na izbiro zdravljenja.

### Epitelijski rak jajčnikov
Glede na histološke značilnosti ločimo 7 razredov epitelijskih oblik raka jajčnikov, fiziološko pa med njimi ni bistvenih razlik:
- serozni cistomi in karcinomi – ciste, napolnjene s serozno tekočino, imajo papilarno strukturo, podobne so epiteliju jajcevoda;
- mucinozni cistomi in karcinomi – izločajo mucin, sicer pa so podobni seroznim tumorjem, najpogosteje so benigni v obliki velikih cistomov;
- endometroidni tumorji – posnemajo strukturo endometrija;
- svetlocelični tumorji – imajo svetlo citoplazmo;
- nediferencirani karcinomi – tumor je premalo diferenciran, da bi ga lahko uvrstili v katerokoli drugo skupino;
- mešani epitelijski tumorji – tumorji, ki so sestavljeni iz dveh ali več malignih tumorjev, vendar nobeden od njih ne prevladuje;
- neklasificirani tumorji – razvrstitev ni možna, npr. zaradi nekroze, ali pa ni bila opravljena.

Seroznih je okoli 40–45 %, endometrioidnih 25–30 %, mucinoznih 10 %, svetloceličnih 5 %, nediferenciranih pa je okoli 10–15 % malignih tumorjev. Ostali adenokarcinomi so zastopani le v manjšem deležu.

## Stadiji
Najpomembnejši napovedni dejavnik poteka bolezni je razširjenost raka, ki jo opišemo s kliničnim stadijem. Določanje stadija raka jajčnikov sloni na ugotavljanju razširjenosti bolezni z laparotomiji. Veljavno razvrščanje loči štiri stadije s podstadiji:
| Stadij | Podstadij | Opis |
| --- | --------- | --- |
| Stadij I (tumor je omejen na jajčnike) | I A       | Tumor je omejen na en jajčnik, brez ascitesa, izpirki trebušne votline so negativni. Zunanja površina in ovojnica jajčnika sta nepoškodovana. |
| | I B       | Tumor je omejen na oba jajčnika, brez ascitesa, izpirki trebušne votline so negativni. Zunanji površini in ovojnici nepoškodovani.            |
| | I C       | Tumor stadija I A ali I B s tumorjem na površini jajčnikov ali z razpoko ovojnice ali ascitesom ali izpirki z malignimi celicami.             |
| Stadij II (tumor zajema en jajčnik ali oba s širjenjem v medenici) | II A      | Širjenje ali zasevki v maternici ali jajcevodih;                                                                                              |
| | II B      | Širjenje na ostala tkiva medenice. |
| | II C      | Tumor stadija II A ali II B s tumorjem na površini jajčnikov ali z razpoko ovojnice ali ascitesom ali izpirki z malignimi celicami.           |
| Stadij III (tumor zajema en jajčnik ali oba s potrebušničnimi zasevki izven medenice ali zasevki v retroperitonealnih ali dimeljskih bezgavkah ali na površini jeter, v pečici in črevesu) | III A     | Tumor je makroskopsko omejen na medenico, v bezgavkah ni zasevkov, mikroskopski zasevki na površini potrebušnice.                             |
| | III B     | Tumor zajema en jajčnik ali oba, v bezgavkah ni zasevkov in zasevki na površini potrebušnice, ki niso večji od 2 cm.                          |
| | III C     | Zasevki v trebušni votlini, ki so večji od 2 cm, ali zasevki v retroperitonealnih ali dimeljskih bezgavkah.                                   |
| Stadij IV (tumor zajema en jajčnik ali oba; oddaljeni zasevki, tudi zasevki v jetrnem parenhimu)                                                                                           |           | |

## Epidemiologija
Rak jajčnikov je redek pri ženskah, mlajših od 40 let, pozneje pa pojavnost postopoma naraščaa, doseže višek med 65. in 75. letom starosti in nato pade. S starostjo bolnic sorazmerno raste tudi malignost tumorjev. Pri ženskah, mlajših od 45 let, je le eden izmed 15 tumorjev jajčnikov maligen. Pri ženskah, starejših od 50 let, pa je maligen vsak tretji tumor jajčnikov.
Rak jajčnikov predstavlja dobre 3 % vseh na novo odkritih novotvorb pri ženskah in je po pogostnosti na sedmem mestu med vsemi raki pri ženskah. Po podatkih Registra raka za Slovenijo je bilo v letu 2008 odkritih 197 novih primerov, umrlo je 156 bolnic. Najpogosteje so zbolevale ženske med 45. in 70. letom starosti. Skoraj 80 % vseh primerov raka jajčnikov v letu 2008 je bilo odkritih v razsejanem stadiju. Pojavnost za obdobje med 1999–2008 znaša 16–19/100.000 žensk, smrtnost pa 10–13/100.000 žensk. Rak jajčnikov je tretji najpogostejši rak ženskih spolnih organov, takoj za rakom maternice in rakom materničnega vratu.

## Znaki in simptomi
Klinično se vsi tumorji jajčnikov kažejo zelo podobno. V zgodnji fazi bolezni ne povzročajo težav oz. so le-te nespecifične in se kažejo na primer kot bolečine v spodnjem delu trebuha, bolečine v žlički, pogosto uriniranje, spremembe v mesečnem perilu, predmenstrualne bolečine. Ko se bolezen razširi, se začne v trebušni votlini nabirati tekočina, zastajati začneta seč in blato, pojavita se težko dihanje in hujšanje.

## Tveganje
Med dejavnike tveganja za razvoj raka jajčnikov sodi starost, saj je bolezen pogostejša po 50. letu. V večji meri zbolevajo ženske, ki niso nikoli rodile, tveganje pa se zmanjšuje s številom porodov. Domnevajo, da je povezava med nosečnostjo in rakom jajčnikov lahko posredna zato, ker med nosečnostjo in dojenjem ni ovulacij, ali pa neposredna zaradi spremembe hormonskega okolja. Ženske, ki jemljejo peroralne hormonske kontraceptive, so
za približno 40 % manj ogrožene, ker le-ti preprečijo ovulacijo podobno kot nosečnost. V etiologijo so vpleteni tudi genetski dejavniki. Kajenje naj bi bil eden od dejavnikov tveganja za nastanek raka jajčnikov, predvsem mucinoznega tipa. Možnost nastanka te vrste raka pri kadilkah naj bi bila zvišana za 1,2 do 2,9 %, vendar nekatere študije sploh niso pokazale nobene povezanosti med kajenjem in nastankom raka jajčnikov. Debelost naj bi bila dejavnik tveganja pri tistih ženskah, ki imajo indeks telesne mase več kot 30, in sicer v adolescenci ali zgodnji odraslosti. Debelost v kasnejših letih življenja naj ne bi imela nobene vloge pri nastanku raka jajčnikov.

### Genetski dejavniki
Rak jajčnikov v družinski anamnezi je najpomembnejši dejavnik tveganja. Pri sorodnicah
prvega kolena bolnic z rakom jajčnikov je bolezen trikrat pogostejša kot v ostali populaciji. Poznavanje genetskih dejavnikov je pomembno za ustrezno spremljanje posameznic s povečanim tveganjem in odkrivanje raka jajčnikov v populaciji.
Dedni rak jajčnikov in dojk večinoma povzročata mutirana tumorska gena BRCA1 in BRCA2. Ženske z genoma BRCA1 in BRCA 2 so bolj ogrožene, da zbolijo za rakom dojk in rakom jajčnikov. Ocenili so, da imajo ženske, nosilke gena BRCA1, 26-odstotno kumulativno tveganje, da zbolijo za rakom jajčnikov do 70. leta
starosti, pri nosilkah gena BRCA 2 je to tveganje precej manjše, manj kot 10-odstotno.

## Zdravljenje
Osnovno zdravljenje bolnic z rakom jajčnikov obsega ustrezno kirurško določitev razširjenosti bolezni z največjim možnim zmanjšanjem tumorske mase. Pri večini bolnic se zdravljenje nadaljuje s citostatiki. Uspeh zdravljenja se lahko skuša izboljšati tudi z uporabo nekaterih zdravil, kot so hormoni, interferoni, interlevkini in monoklonska protitelesa. V nekaterih primerih bolnice prejemajo obsevanje z ionizirajočimi žarki.

### Kemoterapija
Učinkovitost kemoterapije je omejena s heterogenostjo raka jajčnikov in preostalo količino tumorja po operaciji. Pogoj dolgoročnega preživetja po kemoterapiji je optimalna kirurška omejitev tumorske mase pred njo. S kombinirano kemoterapijo se dosega višja stopnja remisije, vendar ne boljšega preživetja kot z monoterapijo. Uveljavljena je kombinacija platine (cisplatin ali karboplatin) in paklitaksela. Karboplatin je manj toksični analog cisplatina in je skoraj povsem brez nefrotoksičnosti in nevrotoksičnosti, gastrointestinalna toksičnost pa je manj izražena. Drugi citostatiki, ki se še uporabljajo pri zdravljenju raka jajčnikov, so topotekan, liposomski doksorubicin, docetaksel, vinorelbin, gemcitabin, heksametilmelamin in peroralni etopozid.

## Prognoza
Za napoved izida bolezni so pomembni številni dejavniki, kot so stadij, starost, splošna zdravstvena kondicija, histološki tip
tumorja, predvsem pa preostanek tumorja po citoreduktivnem kirurškem zdravljenju. Svetlocelični histološki tip
in mucinozni histološki tip sta slaba napovedna dejavnika.
Ob zdravljenju je petletno preživetje pri 70 do 100 % bolnic s stadijem I, 50 do 70 % bolnic s stdijem II, 15 do 30 % bolnic s stadijem III in 10 do 20 % bolnic s stadijem IV. Najboljša je prognoza tedaj, ko po kirurški odstranitvi ostane prizadetega tkiva največ v premeru, manjšem od 1 cm. Pri bolnicah s stadijem III ali IV se bolezen ponovi v okoli 70 %.